# 《中国青年》编辑部旧址
31°13′48″N 121°28′42″E / 31.229892°N 121.4782°E
《中国青年》编辑部旧址，位于上海市黄浦区延中绿地淡水路66弄（南通里）4号（原萨坡赛路朱依里252号），是一幢一正一厢两开间、两层坐北朝南旧式石库门里弄住宅，它也是第一批上海市文物保护单位。

## 历史
1923年6月，中国共产党第三次全国代表大会召开，决议发动学生运动与青年活动。同年8月，社会主义青年团第二次全国代表大会在江苏南京东南高等师范学校举行，计划相应中共三大的“统一战线”方针政策；并在同年10月20日，由团中央负责的机关刊物《中国青年》在上海创刊，第一任主编是团中央宣传部长恽代英。
创办之初，《中国青年》编辑部没有固定场所，信件由辣斐德路（今复兴中路）186号但一君（恽代英）转。1924年春，团中央最终选定萨坡赛路朱依里252号的一幢石库门楼房内，成立《中国青年》编辑部。当时底楼客堂是萧楚女的寓所；二楼客堂和亭子间作为编辑部办公室；三楼小阁楼是印刷室。面积总共61平方米，条件极为简陋。萧楚女、邓中夏、张太雷、林育南、任弼时、李求实、陆定一等都担任过主编或编辑工作。《中国青年》是在中共中央领导创办的最早传播马克思主义与共产主义的青年刊物，创办时为32开的周刊，发行量最大时达3万份，1923年10月至1926年2月期间，在上海此处一共出版了113期。1927年四一二事变爆发后，《中国青年》编辑部随中共中央转移到武汉、瑞金、延安等地继续发行。
1959年，旧址经徐行之回忆踏勘和访问钟复光、房东朱叔屏中医师后确认。旧址作为民居使用，建筑情况完好。1962年9月7日，旧址被公布为上海市文物保护单位。1986年10月20日，《中国青年》杂志社和共青团上海市委在旧址举行了揭幕仪式。1999年5月21日，旧址被命名为首批黄浦区爱国主义教育基地。

## 相关
- 中国社会主义青年团中央机关旧址纪念馆